# Ventus (roman)
Pour les articles homonymes, voir Ventus.
Ventus (titre original : Ventus) est un  roman de science-fiction de Karl Schroeder paru en 2001. Le roman est disponible gratuitement sous la licence Creative Commons sur le site web de Schroeder. Sa préquelle, Lady of Mazes, a été publié en 2005.